# Nedanovce
Nedanovce (allemand : Nedanowetz, hongrois : Nadány) est un village de Slovaquie situé dans la région de Trenčín et appartenant au district de Partizánske.

## Géographie
Le village se situe à 180 mètres d'altitude, sur une superficie d'environ 7 km². Il est entouré de collines typiques de la région de Trenčín et bénéficie d’un climat continental modéré. La commune est accessible par la route locale reliant Partizánske aux autres villages environnants.

## Histoire
La première mention écrite du village date de 1344. Comme de nombreuses communes de la région, Nedanovce a connu une évolution marquée par l’influence du royaume de Hongrie, puis par l’intégration à la Tchécoslovaquie après 1918.

## Démographie

### Évolution de la population
| Année:               | 1994. | 2004.    | 2014.   | 2024.   |
| -------------------- | ----- | -------- | ------- | ------- |
| Nombre de personnes: | 557   | 615      | 621     | 620     |
| Différence:          |       | +10,41 % | +0,97 % | -0,16 % |

| Année:               | 2023. | 2024.   |
| -------------------- | ----- | ------- |
| Nombre de personnes: | 623   | 620     |
| Différence:          |       | -0,48 % |

## Culture et patrimoine
Le village conserve une atmosphère traditionnelle, avec des habitations rurales typiques de la Slovaquie occidentale. L’église paroissiale constitue le principal monument religieux, et plusieurs fêtes locales rythment la vie de la communauté.